# Brodersby Kirke
Brodersby Kirke er en kirke, der ligger i Brodersby i det sydlige Angel i Sydslesvig i den nordtyske delstat Slesvig-Holsten. Kirken er viet til Skt. Andreas. Den er sognekirke for Brodersby Sogn.

## Beskrivelse
Kirken er opført i årene 1150-75 i romansk stil af kampesten. Kirken er beliggende lidt syd for landsbyen Brodersby tæt på fjorden Slien og overgangen til Mysunde. Stedet har allerede i før-kristen tid været en kultplads. Fra før-kristen tid er der også den skålesten, som er placeret i kirkens nordvæg. Folkesagnet lader kirken være bygget af to søstre, der boede på den nu forsvundne Brodersbygaard. Kirken har bjælkeloft.
Granitdøbefonten er fra opførelsestiden fra 1100-tallet. Den nuværende prædikestol med de fire evangelister er et barokarbejde fra 1726. På stolen er der dobbelt timeglas for at sikre at præstens prædiken ikke varede mere end en time. Det sengotiske korbuekrucifiks (triumfkors) på sydvæggen er fra 1400-tallet. Kirkens orgel er fra 1682. Orglet blev dog først 1786 overørt fra Ulsnæs Kirke. Pulpituret i kirkens vestlige del er fra 1739. Alteret fra 1726 er ikke bevaret. I stedet fik kirken 1956 et nyt bordalter. Pestvinduet (tilmuret lille vindue) er smykt med en Kristus-figur stående på verdenskuglen. Kirken blev i 1800-tallet udvidet med dels et vesttårn af træ, dels ved et våbenhus mod nord. Ved restaureringen i 1956 genåbnedes de romanske vinduer i skibets nordmur. Nordportalen er bevaret i brug. På kirkegården er indrettet danske soldatergrave fra krigene i 1848 og 1850. Præstegården er opført i 1827.

## Billeder
- Pulpituret i vest med klingpung
- Prædikestol
- Timeglas
- Triumfkors
- Kristus-figur i pestvinduet